# Toblerone
Toblerone er en chokoladebar, der fremstilles i Schweiz af Mondelez International fra 2. oktober 2012 efter opsplitningen af Kraft Foods Inc. Den er bedst kendt for dens trekantformede stykker (der forestiller Matterhorn-bjerget i De Schweiziske Alper).
Toblerone blev skabt af Theodore Tobler og Emil Baumann i Bern i 1907. De to mænd udviklede den unikke mælkechokolade ved at iblande nougat, mandler og honning. 
Chokoladens navn er et portmanteau, der kombinerer Toblers navn med det italienske ord torrone (en nougattype).[kilde mangler]
Der er også en hemmelighed gemt på pakken, for hvis man kigger godt efter på pakken, på Matterhorn-bjerget, opdager man, at der er gemt en bjørn.
Efter Brexit har Toblerone valgt at skifte deres design, så der er mindre indhold i samme størrelse pakke for at kunne sælge det til samme pris, men bruge færre penge på at producere chokoladen.